# نهر زيغ
نهر زِيْغْ (بالألمانية: Sieg-Fluss) هو الرافد الأيمن لنهر الراين في ولاية شمال الراين-وستفاليا وولاية راينلاند بالاتينات. ينبع من سلسلة جبال روثار (روثهارغِبِيرغِه) ويصب في نهر الراين بين مدينة بون ومدينة كاسل السفلى (نيدركاسل)
وهو من أنهار المرتفعات الصخرية. بلغ الانحدار الأوسط للنهر عند قياسه بين إيتورف وبتسدورف 15%. يشمل المستجمع المائي لنهر زيغ 2.856,9 كم مربع ويبلغ متوسط التفريغ عند المصب حوالي 53 متر مكعب/ثانية.

## مصدر التسمية
تسمية النهر بهذه التسمية ليس مصدرها كلمة Sieg والتي تعني بالألمانية النصر وإنما قد يكون مصدرها الكلمة القلطية Sikkere والتي تعني "النهر السريع"، وعلى السياق نفسه جاءت تسمية نهر السين في فرنسا ومصدرها الكلمة القلطية Seine. ليس من الواضح عما إذا كان اسم قبيلة سيكامبريون له علاقة بتسمية نهر زيغ، ولكن من المؤكد أن قبائل سيكامبيريون وقبائل أوبيون عاشوا في عصور ماقبل التاريخ جوار بالقرب من الأراضي الزيغية. ومع ذلك نجد في بحوث الأسماء أن تسمية النهر بنهر زيغ تُنسب في الغالب إلى الجذر الهندوأوروبي زايك Seik والذي يعني يصب، يسكب، يجري. وأي من هذه الاستنتاجات عن مصدر تسمية النهر هي الصحيحة، فلم يتم حسمها بشكل غير قابل للشك.
1. ↑   http://www.lanuv.nrw.de/fileadmin/lanuv/wasser/pdf/Gewaesserverzeichnis%20GSK3C.xls. اطلع عليه بتاريخ 2017-07-17. {{استشهاد ويب}}: |url= بحاجة لعنوان (مساعدة) والوسيط |title= غير موجود أو فارغ (من ويكي بيانات) (مساعدة)